# Shorttrack-Weltcup 2011/12
Der Shorttrack-Weltcup 2011/12 (Sponsorenname: Korean Air World Cup Short Track ISU 2011/12) ist eine von der Internationalen Eislaufunion (ISU) veranstaltete Wettkampfserie im Shorttrack. Die Saison begann am 21. Oktober 2011 im US-amerikanischen Salt Lake City und endete am 12. Februar 2012 im niederländischen Dordrecht. Innerhalb dieser vier Monate fanden an sechs Orten in sechs Ländern auf drei Kontinenten Weltcuprennen statt.

## Austragungsorte
Der Weltcup wurde erneut an sechs Orten auf drei Kontinenten ausgetragen. Im Oktober machte der Weltcup zunächst in Nordamerika Station, zunächst im Utah Olympic Oval im US-amerikanischen Salt Lake City und dann im kanadischen Saguenay. Im Dezember folgten zwei Wettkämpfe in Asien, erst im japanischen Nagoya und dann im chinesischen Shanghai. Im Februar endete die Weltcupsaison mit zwei Wettkämpfen in Europa, zunächst im russischen Moskau und abschließend im niederländischen Dordrecht.
Nagoya war erstmals Austragungsort einer Weltcupveranstaltung im Shorttrack.

## Resultate

### Frauen

#### Weltcup-Übersicht
| Datum                                                                                  | Ort            | Disziplin      | Siegerin                                                                  | Zweite                                                                      | Dritte                                                                         |
| -------------------------------------------------------------------------------------- | -------------- | -------------- | ------------------------------------------------------------------------- | --------------------------------------------------------------------------- | ------------------------------------------------------------------------------ |
| 21. bis 23. Oktober 2011                                                               | Salt Lake City | 500 m          | Marianne St-Gelais                                                        | Martina Valcepina                                                           | Jessica Smith                                                                  |
| 21. bis 23. Oktober 2011                                                               | Salt Lake City | 1000 m         | Yui Sakai                                                                 | Lana Gehring                                                                | Alyson Dudek                                                                   |
| 21. bis 23. Oktober 2011                                                               | Salt Lake City | 1500 m         | Katherine Reutter                                                         | Valérie Maltais                                                             | Lee Eun-byul                                                                   |
| 21. bis 23. Oktober 2011                                                               | Salt Lake City | 1500 m         | Katherine Reutter                                                         | Lee Eun-byul                                                                | Li Jianrou                                                                     |
| 21. bis 23. Oktober 2011                                                               | Salt Lake City | 3000 m Staffel | Volksrepublik ChinaLi Jianrou Liu Qiuhong Fan Kexin Xiao Han              | SüdkoreaCho Ha-ri Kim Dam Min Lee Eun-byul Son Soo-min                      | RusslandTatjana Borodulina Jekaterina Baranok Olga Beljakowa Nina Jewtejewa    |
| 21. bis 23. Oktober 2011                                                               | Salt Lake City | Team           | Vereinigte Staaten                                                        | Kanada                                                                      | Südkorea                                                                       |
| 28. bis 30. Oktober 2011                                                               | Saguenay       | 500 m          | Marianne St-Gelais                                                        | Martina Valcepina                                                           | Liu Qiuhong                                                                    |
| 28. bis 30. Oktober 2011                                                               | Saguenay       | 500 m          | Arianna Fontana                                                           | Martina Valcepina                                                           | Liu Qiuhong                                                                    |
| 28. bis 30. Oktober 2011                                                               | Saguenay       | 1000 m         | Marianne St-Gelais                                                        | Elise Christie                                                              | Cho Ha-ri                                                                      |
| 28. bis 30. Oktober 2011                                                               | Saguenay       | 1500 m         | Arianna Fontana                                                           | Lee Eun-byul                                                                | Cho Ha-ri                                                                      |
| 28. bis 30. Oktober 2011                                                               | Saguenay       | 3000 m Staffel | Volksrepublik ChinaLi Jianrou Liu Qiuhong Fan Kexin Xiao Han              | KanadaMarie-Ève Drolet Marianne St-Gelais Valérie Maltais Caroline Truchon  | JapanAyuko Itō Biba Sakurai Yui Sakai Sayuri Shimizu                           |
| 28. bis 30. Oktober 2011                                                               | Saguenay       | Team           | Kanada                                                                    | Volksrepublik China                                                         | Südkorea                                                                       |
| 2. bis 4. Dezember 2011                                                                | Nagoya         | 500 m          | Arianna Fontana                                                           | Yui Sakai                                                                   | Martina Valcepina                                                              |
| 2. bis 4. Dezember 2011                                                                | Nagoya         | 1000 m         | Yui Sakai                                                                 | Elise Christie                                                              | Katherine Reutter                                                              |
| 2. bis 4. Dezember 2011                                                                | Nagoya         | 1000 m         | Li Jianrou                                                                | Lin Meng                                                                    | Xiao Han                                                                       |
| 2. bis 4. Dezember 2011                                                                | Nagoya         | 1500 m         | Arianna Fontana                                                           | Cho Ha-ri                                                                   | Lana Gehring                                                                   |
| 2. bis 4. Dezember 2011                                                                | Nagoya         | 3000 m Staffel | ItalienArianna Fontana Cecilia Maffei Arianna Valcepina Martina Valcepina | JapanAyuko Itō Sayuri Shimizu Yui Sakai Marie Yoshida                       | Volksrepublik ChinaLiu Qiuhong Fan Kexin Lin Meng Xiao Han                     |
| 2. bis 4. Dezember 2011                                                                | Nagoya         | Team           | Volksrepublik China                                                       | Italien                                                                     | Japan                                                                          |
| 9. bis 11. Dezember 2011                                                               | Shanghai       | 500 m          | Fan Kexin                                                                 | Liu Qiuhong                                                                 | Jessica Smith                                                                  |
| 9. bis 11. Dezember 2011                                                               | Shanghai       | 500 m          | Arianna Fontana                                                           | Liu Qiuhong                                                                 | Fan Kexin                                                                      |
| 9. bis 11. Dezember 2011                                                               | Shanghai       | 1000 m         | Katherine Reutter                                                         | Li Jianrou                                                                  | Yui Sakai                                                                      |
| 9. bis 11. Dezember 2011                                                               | Shanghai       | 1500 m         | Cho Ha-ri                                                                 | Katherine Reutter                                                           | Xiao Han                                                                       |
| 9. bis 11. Dezember 2011                                                               | Shanghai       | 3000 m Staffel | Volksrepublik ChinaLiu Qiuhong Li Jianrou Xiao Han Fan Kexin              | Vereinigte StaatenLana Gehring Alyson Dudek Katherine Reutter Jessica Smith | JapanAyuko Itō Sayuri Shimizu Yui Sakai Marie Yoshida                          |
| 9. bis 11. Dezember 2011                                                               | Shanghai       | Team           | Volksrepublik China                                                       | Vereinigte Staaten                                                          | Südkorea                                                                       |
| 27. Januar bis 29. Januar 2012 Shorttrack-Europameisterschaften 2012 in Mladá Boleslav |                |                |                                                                           |                                                                             |                                                                                |
| 3. Februar bis 5. Februar 2012                                                         | Moskau         | 500 m          | Fan Kexin                                                                 | Arianna Fontana                                                             | Liu Qiuhong                                                                    |
| 3. Februar bis 5. Februar 2012                                                         | Moskau         | 1000 m         | Elise Christie                                                            | Liu Qiuhong                                                                 | Yui Sakai                                                                      |
| 3. Februar bis 5. Februar 2012                                                         | Moskau         | 1500 m         | Cho Ha-ri                                                                 | Lee Eun-byul                                                                | Valérie Maltais                                                                |
| 3. Februar bis 5. Februar 2012                                                         | Moskau         | 1500 m         | Lee Eun-byul                                                              | Cho Ha-ri                                                                   | Lana Gehring                                                                   |
| 3. Februar bis 5. Februar 2012                                                         | Moskau         | 3000 m Staffel | Volksrepublik ChinaLiu Qiuhong Li Jianrou Kong Xue Fan Kexin              | Vereinigte StaatenLana Gehring Alyson Dudek Tamara Frederick Emily Scott    | NiederlandeJorien ter Mors Sanne van Kerkhof Yara van Kerkhof Annita van Doorn |
| 3. Februar bis 5. Februar 2012                                                         | Moskau         | Team           | Volksrepublik China                                                       | Südkorea                                                                    | Vereinigte Staaten                                                             |
| 10. bis 12. Februar 2012                                                               | Dordrecht      | 500 m          | Arianna Fontana                                                           | Marianne St-Gelais                                                          | Martina Valcepina                                                              |
| 10. bis 12. Februar 2012                                                               | Dordrecht      | 1000 m         | Marianne St-Gelais                                                        | Jorien ter Mors                                                             | Liu Qiuhong                                                                    |
| 10. bis 12. Februar 2012                                                               | Dordrecht      | 1000 m         | Lana Gehring                                                              | Marie-Ève Drolet                                                            | Li Jianrou                                                                     |
| 10. bis 12. Februar 2012                                                               | Dordrecht      | 1500 m         | Lana Gehring                                                              | Cho Ha-ri                                                                   | Fan Kexin                                                                      |
| 10. bis 12. Februar 2012                                                               | Dordrecht      | 3000 m Staffel | Volksrepublik ChinaLiu Qiuhong Li Jianrou Lin Meng Fan Kexin              | Vereinigte StaatenLana Gehring Alyson Dudek Tamara Frederick Emily Scott    | JapanAyuko Itō Sayuri Shimizu Yui Sakai Biba Sakurai                           |
| 10. bis 12. Februar 2012                                                               | Dordrecht      | Team           | Kanada                                                                    | Volksrepublik China                                                         | Vereinigte Staaten                                                             |
| 9. März bis 11. März 2012 Shorttrack-Weltmeisterschaften 2012 in Shanghai              |                |                |                                                                           |                                                                             |                                                                                |

#### Weltcupstände
| Rang | Name               | Punkte |
| ---- | ------------------ | ------ |
| 1    | Arianna Fontana    | 4800   |
| 2    | Martina Valcepina  | 3942   |
| 3    | Liu Qiuhong        | 3930   |
| 4    | Fan Kexin          | 3690   |
| 5    | Marianne St-Gelais | 3312   |
| 6    | Jessica Smith      | 2031   |
| 7    | Caroline Truchon   | 1958   |
| 8    | Zhao Nannan        | 1646   |

| Rang | Name               | Punkte |
| ---- | ------------------ | ------ |
| 1    | Yui Sakai          | 4202   |
| 2    | Li Jianrou         | 3312   |
| 3    | Elise Christie     | 3230   |
| 4    | Lana Gehring       | 3152   |
| 5    | Marianne St-Gelais | 2169   |
| 6    | Liu Qiuhong        | 1788   |
| 7    | Katherine Reutter  | 1668   |
| 8    | Ayuko Itō          | 1628   |

| Rang | Name              | Punkte |
| ---- | ----------------- | ------ |
| 1    | Cho Ha-ri         | 5040   |
| 2    | Lee Eun-byul      | 4302   |
| 3    | Lana Gehring      | 2952   |
| 4    | Katherine Reutter | 2800   |
| 5    | Valérie Maltais   | 2632   |
| 6    | Arianna Fontana   | 2525   |
| 7    | Marie-Ève Drolet  | 1936   |
| 8    | Emily Scott       | 1697   |

| Rang | Team                | Punkte |
| ---- | ------------------- | ------ |
| 1    | Volksrepublik China | 4000   |
| 2    | Vereinigte Staaten  | 2810   |
| 3    | Japan               | 2720   |
| 4    | Italien             | 2230   |
| 5    | Kanada              | 2086   |
| 6    | Südkorea            | 1948   |
| 7    | Niederlande         | 1874   |
| 8    | Russland            | 1808   |

| Rang | Team                | Punkte |
| ---- | ------------------- | ------ |
| 1    | Volksrepublik China | 5112   |
| 2    | Kanada              | 4034   |
| 3    | Südkorea            | 3560   |
| 4    | Vereinigte Staaten  | 3490   |
| 5    | Italien             | 2722   |
| 6    | Japan               | 2628   |
| 7    | Russland            | 1558   |
| 8    | Niederlande         | 1390   |

### Männer

#### Weltcup-Übersicht
| Datum                                                                                  | Ort            | Disziplin      | Sieger                                                                     | Zweiter                                                                              | Dritter                                                                        |
| -------------------------------------------------------------------------------------- | -------------- | -------------- | -------------------------------------------------------------------------- | ------------------------------------------------------------------------------------ | ------------------------------------------------------------------------------ |
| 21. bis 23. Oktober 2011                                                               | Salt Lake City | 500 m          | Jon Eley                                                                   | Charles Hamelin                                                                      | Jewgeni Sergejewitsch Kosulin                                                  |
| 21. bis 23. Oktober 2011                                                               | Salt Lake City | 1000 m         | Kwak Yoon-gy                                                               | Noh Jinkyu                                                                           | François-Louis Tremblay                                                        |
| 21. bis 23. Oktober 2011                                                               | Salt Lake City | 1500 m         | Charles Hamelin                                                            | Lee Ho-suk                                                                           | Lee Jung-su                                                                    |
| 21. bis 23. Oktober 2011                                                               | Salt Lake City | 1500 m         | Noh Jinkyu                                                                 | Kwak Yoon-gy                                                                         | John Celski                                                                    |
| 21. bis 23. Oktober 2011                                                               | Salt Lake City | 5000 m Staffel | KanadaGuillaume Bastille Michael Gilday François Hamelin Charles Hamelin   | Vereinigtes KönigreichJon Eley Richard Shoebridge Paul Stanley Jack Whelbourne       | SüdkoreaKwak Yoon-gy Lee Ho-suk Noh Jin-kyu Lee Jung-su                        |
| 21. bis 23. Oktober 2011                                                               | Salt Lake City | Team           | Südkorea                                                                   | Kanada                                                                               | Vereinigtes Königreich                                                         |
| 28. bis 30. Oktober 2011                                                               | Saguenay       | 500 m          | Olivier Jean                                                               | Charles Hamelin                                                                      | Wladimir Grigorjew                                                             |
| 28. bis 30. Oktober 2011                                                               | Saguenay       | 500 m          | François-Louis Tremblay                                                    | Guillaume Bastille                                                                   | Liang Wenhao                                                                   |
| 28. bis 30. Oktober 2011                                                               | Saguenay       | 1000 m         | Charles Hamelin                                                            | Michael Gilday                                                                       | Olivier Jean                                                                   |
| 28. bis 30. Oktober 2011                                                               | Saguenay       | 1500 m         | Noh Jinkyu                                                                 | Kwak Yoon-gy                                                                         | Yūzō Takamidō                                                                  |
| 28. bis 30. Oktober 2011                                                               | Saguenay       | 5000 m Staffel | SüdkoreaKwak Yoon-gy Lee Ho-suk Noh Jin-kyu Sin Da-woon                    | RusslandJewgeni Kosulin Wladimir Grigorjew Wjatscheslaw Kurginjan Semjon Jelistratow | KanadaOlivier Jean Michael Gilday François-Louis Tremblay Charles Hamelin      |
| 28. bis 30. Oktober 2011                                                               | Saguenay       | Team           | Kanada                                                                     | Südkorea                                                                             | Volksrepublik China                                                            |
| 2. bis 4. Dezember 2011                                                                | Nagoya         | 500 m          | Olivier Jean                                                               | Liang Wenhao                                                                         | Gong Qiuwen                                                                    |
| 2. bis 4. Dezember 2011                                                                | Nagoya         | 1000 m         | Kwak Yoon-gy                                                               | John Celski                                                                          | Seo Yi-ra                                                                      |
| 2. bis 4. Dezember 2011                                                                | Nagoya         | 1000 m         | Charles Hamelin                                                            | Kwak Yoon-gy                                                                         | Michael Gilday                                                                 |
| 2. bis 4. Dezember 2011                                                                | Nagoya         | 1500 m         | Noh Jinkyu                                                                 | Lee Ho-suk                                                                           | Charle Cournoyer                                                               |
| 2. bis 4. Dezember 2011                                                                | Nagoya         | 5000 m Staffel | Volksrepublik ChinaLiang Wenhao Song Weilong Wu Dajing Yu Yongjun          | RusslandSemjon Jelistratow Jewgeni Kosulin Wjatscheslaw Kurginjan Wladimir Grigorjew | JapanYūzō Takamidō Yuma Sakurai Daisuke Uemura Yoshiaki Oguro                  |
| 2. bis 4. Dezember 2011                                                                | Nagoya         | Team           | Südkorea                                                                   | Kanada                                                                               | Volksrepublik China                                                            |
| 9. bis 11. Dezember 2011                                                               | Shanghai       | 500 m          | Olivier Jean                                                               | Gong Qiuwen                                                                          | Daan Breeuwsma                                                                 |
| 9. bis 11. Dezember 2011                                                               | Shanghai       | 500 m          | Charles Hamelin                                                            | Jon Eley                                                                             | Liang Wenhao                                                                   |
| 9. bis 11. Dezember 2011                                                               | Shanghai       | 1000 m         | Kwak Yoon-gy                                                               | Olivier Jean                                                                         | Noh Jinkyu                                                                     |
| 9. bis 11. Dezember 2011                                                               | Shanghai       | 1500 m         | Noh Jinkyu                                                                 | Charles Hamelin                                                                      | Kwak Yoon-gy                                                                   |
| 9. bis 11. Dezember 2011                                                               | Shanghai       | 5000 m Staffel | Volksrepublik ChinaLiang Wenhao Song Weilong Yu Yongjun Wu Dajing          | KanadaCharles Hamelin Michael Gilday Olivier Jean Remi Beaulieu-Tinker               | Vereinigtes KönigreichJack Whelbourne Jon Eley Paul Stanley Richard Shoebridge |
| 9. bis 11. Dezember 2011                                                               | Shanghai       | Team           | Kanada                                                                     | Südkorea                                                                             | Volksrepublik China                                                            |
| 27. Januar bis 29. Januar 2012 Shorttrack-Europameisterschaften 2012 in Mladá Boleslav |                |                |                                                                            |                                                                                      |                                                                                |
| 3. Februar bis 5. Februar 2012                                                         | Moskau         | 500 m          | Olivier Jean                                                               | Liam McFarlane                                                                       | Charles Hamelin                                                                |
| 3. Februar bis 5. Februar 2012                                                         | Moskau         | 1000 m         | Kwak Yoon-gy                                                               | Noh Jinkyu                                                                           | Liang Wenhao                                                                   |
| 3. Februar bis 5. Februar 2012                                                         | Moskau         | 1500 m         | Lee Jung-su                                                                | John-Henry Krueger                                                                   | Lee Ho-suk                                                                     |
| 3. Februar bis 5. Februar 2012                                                         | Moskau         | 1500 m         | Noh Jinkyu                                                                 | Sin Da-woon                                                                          | John Celski                                                                    |
| 3. Februar bis 5. Februar 2012                                                         | Moskau         | 5000 m Staffel | KanadaCharles Hamelin Guillaume Bastille Olivier Jean Remi Beaulieu-Tinker | SüdkoreaKwak Yoon-gy Lee Ho-suk Noh Jin-kyu Sin Da-woon                              | Volksrepublik ChinaLiang Wenhao Song Weilong Yu Yongjun Gong Qiuwen            |
| 3. Februar bis 5. Februar 2012                                                         | Moskau         | Team           | Südkorea                                                                   | Kanada                                                                               | Vereinigte Staaten                                                             |
| 10. bis 12. Februar 2012                                                               | Dordrecht      | 500 m          | Simon Cho                                                                  | Kwak Yoon-gy                                                                         | François-Louis Tremblay                                                        |
| 10. bis 12. Februar 2012                                                               | Dordrecht      | 1000 m         | Guillaume Bastille                                                         | Sjinkie Knegt                                                                        | Niels Kerstholt                                                                |
| 10. bis 12. Februar 2012                                                               | Dordrecht      | 1000 m         | Noh Jinkyu                                                                 | Olivier Jean                                                                         | John Celski                                                                    |
| 10. bis 12. Februar 2012                                                               | Dordrecht      | 1500 m         | Noh Jinkyu                                                                 | Sin Da-woon                                                                          | Semjon Jelistratow                                                             |
| 10. bis 12. Februar 2012                                                               | Dordrecht      | 5000 m Staffel | NiederlandeSjinkie Knegt Niels Kerstholt Daan Breeuwsma Freek van der Wart | KanadaLiam McFarlane François-Louis Tremblay Olivier Jean Remi Beaulieu-Tinker       | SüdkoreaKwak Yoon-gy Lee Jung-su Noh Jin-kyu Sin Da-woon                       |
| 10. bis 12. Februar 2012                                                               | Dordrecht      | Team           | Südkorea                                                                   | Kanada                                                                               | Vereinigte Staaten                                                             |
| 9. März bis 11. März 2012 Shorttrack-Weltmeisterschaften 2012 in Shanghai              |                |                |                                                                            |                                                                                      |                                                                                |

#### Weltcupstände
| Rang | Name                    | Punkte |
| ---- | ----------------------- | ------ |
| 1    | Olivier Jean            | 4000   |
| 2    | Charles Hamelin         | 3240   |
| 3    | Liang Wenhao            | 2970   |
| 4    | Gong Qiuwen             | 2798   |
| 5    | Jon Eley                | 2719   |
| 6    | François-Louis Tremblay | 1902   |
| 7    | Lee Ho-suk              | 1897   |
| 8    | Robert Seifert          | 1643   |

| Rang | Name               | Punkte |
| ---- | ------------------ | ------ |
| 1    | Kwak Yoon-gy       | 5312   |
| 2    | Noh Jinkyu         | 3896   |
| 3    | Olivier Jean       | 3264   |
| 4    | Charles Hamelin    | 2000   |
| 5    | John Celski        | 1996   |
| 6    | Michael Gilday     | 1952   |
| 7    | Sjinkie Knegt      | 1358   |
| 8    | Guillaume Bastille | 1262   |

| Rang | Name               | Punkte |
| ---- | ------------------ | ------ |
| 1    | Noh Jinkyu         | 6000   |
| 2    | Sin Da-woon        | 3280   |
| 3    | Kwak Yoon-gy       | 2978   |
| 4    | Lee Ho-suk         | 2240   |
| 5    | Charles Hamelin    | 2088   |
| 6    | Yūzō Takamidō      | 1846   |
| 7    | Song Weilong       | 1842   |
| 8    | Semjon Jelistratow | 1721   |

| Rang | Team                   | Punkte |
| ---- | ---------------------- | ------ |
| 1    | Kanada                 | 3600   |
| 2    | Südkorea               | 3080   |
| 3    | Volksrepublik China    | 2968   |
| 4    | Russland               | 2522   |
| 5    | Vereinigtes Königreich | 2362   |
| 6    | Niederlande            | 2332   |
| 7    | Vereinigte Staaten     | 1542   |
| 8    | Japan                  | 1426   |

| Rang | Team                   | Punkte |
| ---- | ---------------------- | ------ |
| 1    | Südkorea               | 5600   |
| 2    | Kanada                 | 5200   |
| 3    | Volksrepublik China    | 2862   |
| 4    | Vereinigte Staaten     | 2632   |
| 5    | Russland               | 2414   |
| 6    | Niederlande            | 1968   |
| 7    | Vereinigtes Königreich | 1890   |
| 8    | Japan                  | 1732   |